# Paul Reinecke
Paul Reinecke (25 september 1872, Berlijn-Charlottenburg - 12 mei 1958, Herrsching) was een Duits prehistoricus en deelstaatsarcheoloog van Beieren.

## Leven en werk
Paul Reinecke studeerde geneeskunde en algemene natuurwetenschappen bij Rudolf Virchow. Hij interesseerde zich daarenboven voor de prehistorie en bezocht colleges van de antropoloog Johannes Ranke (1836–1916) en de archeoloog Adolf Furtwängler (1853–1907). Tijdens zijn studies maakte Reinecke in 1893 een uitgebreide studiereis door Oostenrijk en Hongarije.
Na zijn promotie in 1897 was hij tot 1908 als assistent verbonden aan het Römisch-Germanischen Zentralmuseum (RGZM) in Mainz. Uit de chronologische herordening van de sinds lang naar museum van herkomst geordende bezittingen (afgietsels) ontwikkelde Paul Reinecke talrijke opzetten voor de chronologie van de Midden-Europese prehistorie. Van belang zijn daarbij in het bijzondere zijn bijdrages aan deel V van de „Alterthümer unserer heidnischen Vorzeit“, waarin hij onder andere een Zuid-Duits chronologiesysteem ontwikkelde, dat in zijn kern tot op heden zijn geldigheid heeft behouden. Zo kwam hij bijvoorbeeld in een in 1902 verschenen bijdrage Zur Kenntnis der Latène-Denkmäler der Zone nordwärts der Alpen tot een indeling van de La Tène-periode in 4 fasen (Lt A - Lt D). Daarbij baseerde hij zich op gesloten vindcomplexen, een kunsthistorische analyse van stilistische kenmerken alsook op typologische kenmerken. Reinecke's werken zijn uit de praktijk ontstaan en ontberen daarom veelvuldig methodisch-theoretische verklaringen voor zijn inzichten alsook heldere materiaalvoorbeelden.
Nadat hij reeds in 1903 aan de „Inventarisierung der vorgeschichtlichen Denkmale des Königreichs Bayern“ had gewerkt, was hij van 1908 tot 1937 hoofdconservator aan het 'Generalkonservatorium der Kunstdenkmale und Altertümer Bayerns' en later aan het 'Bayerisches Landesamt für Denkmalpflege'. In 1925 sloeg hij een uitnodiging om terug te keren naar het RGZM af. In 1917 werd hij tot koninklijk professor benoemd.
Tot aan zijn dood in 1958 had hij rond haast alle periodes van de Europese prehistorie en vroege geschiedenis gepubliceerd. Hij gaf de naam aan de Michelsbergcultuur (1908) en de Altheimergroep (1915) en zou ook de periode van de Hallstattcultuur bepalen (Ha A - Ha D).

## Eerbewijs
- 1953: Orde van Verdienste van de Bondsrepubliek Duitsland

## Publicaties
- Brandgräber vom Beginn der Hallstattzeit aus den östlichen Alpenländern und die Chronologie des Grabfeldes von Hallstatt, in Mitteilungen der Anthropologischen Gesellschaft Wien 30 (1900), pp. 44 ff.
- Beiträge zur Kenntnis der frühen Bronzezeit Mitteleuropas, in Mitteilungen der Anthropologischen Gesellschaft Wien 32 (1902), pp. 104 ff.
- Zur Kenntnis der Latène-Denkmäler der Zone nordwärts der Alpen, in Festschrift RGZM (1902), pp. 53–109.
- Unsere Reihengräber der Merowingerzeit nach ihrer geschichtlichen Bedeutung, in Bayerische Vorgeschichtsblätter 5 (1925), pp. 54–64.
- Zur Frage "Reihengräber und Friedhöfe der Kirchen", in Germania 14 (1930), pp. 175–177.
- Spätkeltische Oppida im rechtsrheinischen Bayern, in Bayerischer Vorgeschichtsfreund 9 (1930), pp. 29–52.
- Bodendenkmale spätkeltischer Eisengewinnung an der untersten Altmühl, München, ca. 1934/1935.
- Mainzer Aufsätze zur Chronologie der Bronze- und Eisenzeit, Bonn, 1965. (herdruk van de verhanderling uit 'Alterthümern unserer heidnischen Vorzeit V')